# Miranda van Holland
Miranda van Holland (Bennekom, 1 mei 1977) is een Nederlandse dj en festivalprogrammeur.

## Biografie
Van Holland studeerde kunstgeschiedenis, antropologie en cultuureducatie. Tot 31 mei 2015 presenteerde ze Xnoizz van de EO op de publieke radiozender 3FM, dat tot dan toe iedere zondagavond werd uitgezonden. Van september 2011 tot september 2013 maakte Van Holland iedere vrijdagavond het programma Van Holland op Radio 2. Van 2012 tot en met 2014 was zij ook te horen als presentator van het nachtelijk Radio 1-programma Dit is de Nacht. Ook werkte Van Holland bij YAM FM, was zij te horen op Dalux FM, Caz! en KX Radio van Rob Stenders.
Naast radio is Van Holland actief in de festivalwereld. Van 1997 tot 2012 was ze betrokken bij het Flevo Festival. Daarnaast is ze oprichter en organisator van het Geestdrift Festival in Utrecht.